# Jackson (métro de Chicago)
Pour les articles homonymes, voir Jackson.
Jackson est une station souterraine du métro de Chicago située dans le secteur du Loop.

## Description
La station fut ouverte en 1943 pour la ligne rouge dans le State Street Subway et en 1951 sur la ligne bleue dans le Milwaukee-Dearborn Subway. Les deux lignes roulent de manière parallèle et Jackson est (depuis la fermeture de Washington sur la rouge en 2006) la seule station à offrir une correspondance entre les deux lignes les plus fréquentées du réseau. 
Pour ce faire, il faut emprunter un long couloir souterrain de 142 mètres. Une correspondance est également possible vers le Loop et les lignes brune, mauve (en heure de pointe), orange, et rose à la station Harold Washington Library-State/Van Buren.
Entièrement rénovée en 2005, la station Jackson est accessible aux personnes à mobilité réduite.

## Les correspondances avec lebus
Avec les bus de la Chicago Transit Authority :
- #1 Indiana/Hyde Park
- #2 Hyde Park Express
- #6 Jackson Park Express
- #7 Harrison
- #10 Museum of Science and Industry
- #22 Clark
- #24 Wentworth
- #X28 Stony Island Express
- #29 State
- #36 Broadway
- #62 Archer (Owl Service)
- #126 Jackson
- #130 Museum Campus (Summer Service Only)
- #132 Goose Island Express
- #144 Marine/Michigan Express
- #145 Wilson/Michigan Express
- #146 Inner Drive/Michigan Express
- #148 Clarendon/Michigan Express
- #151 Sheridan (Owl Service)

## Dessertes
| Nord/Ouest            |  |             |  | Sud/Est                     |
| --------------------- |  | ----------- |  | --------------------------- |
| Monroe vers Howard    |  | ligne rouge |  | Harrison vers 95th/Dan Ryan |
| modifier sur Wikidata |  |             |  |                             |

| Nord/Ouest         | Jackson (en) | Jackson (en) | Jackson (en) | Sud/Est                  |
| ------------------ | ------------ | ------------ | ------------ | ------------------------ |
| Monroe vers O'Hare |              | ligne bleue  |              | LaSalle vers Forest Park |